# Acoma Pueblo

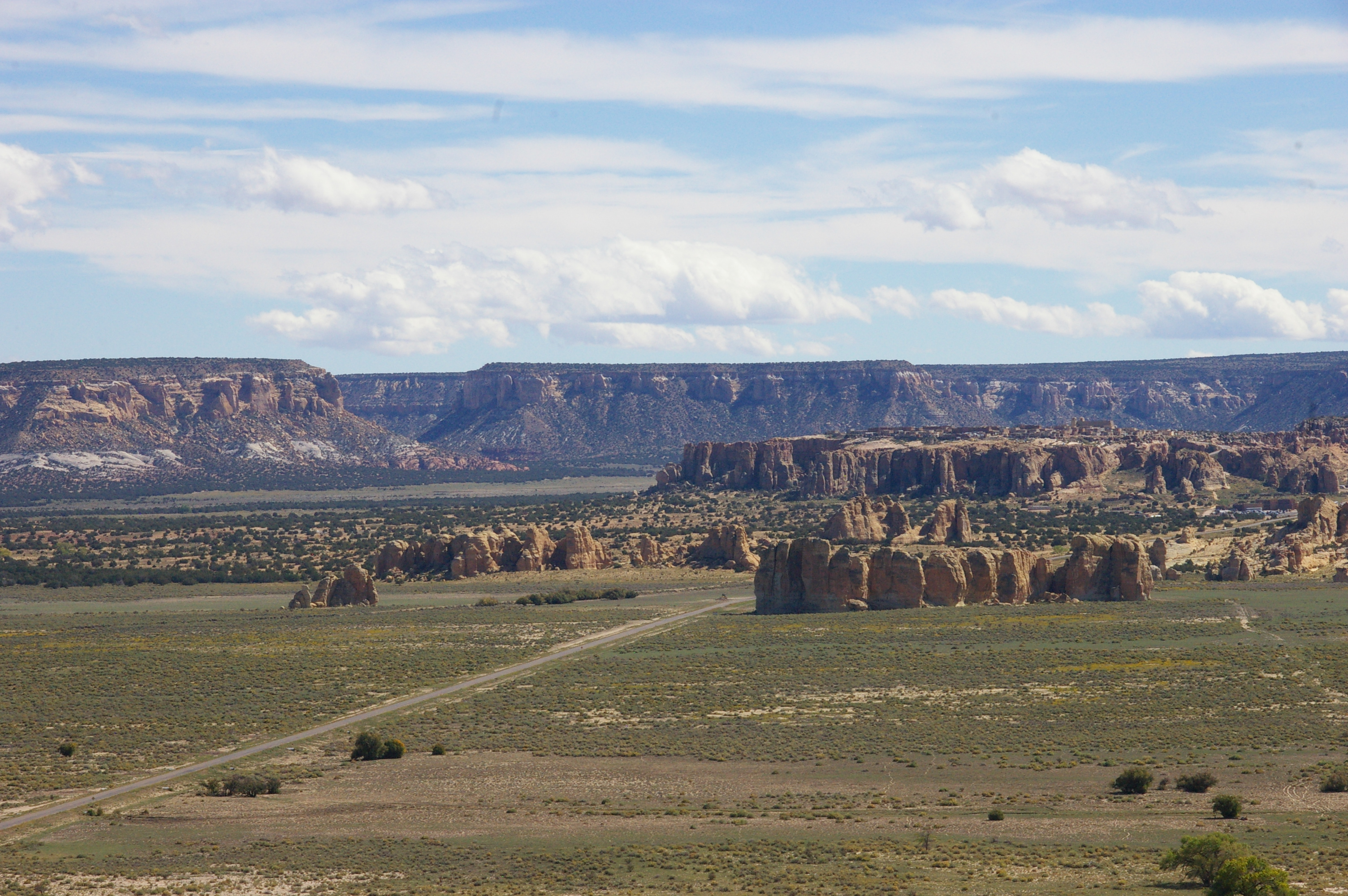
La mesa sulla cui cima si trova Acoma Pueblo

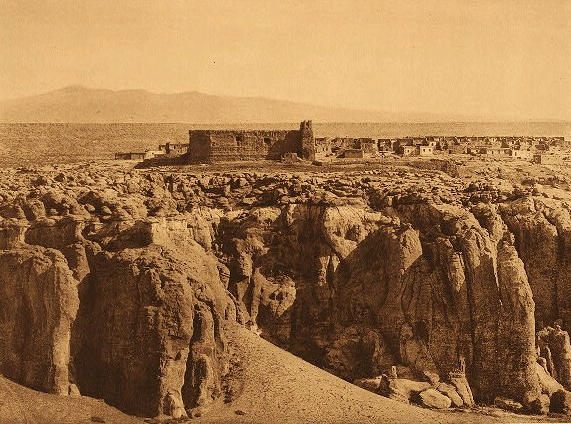
Acoma Pueblo in una foto del 1904

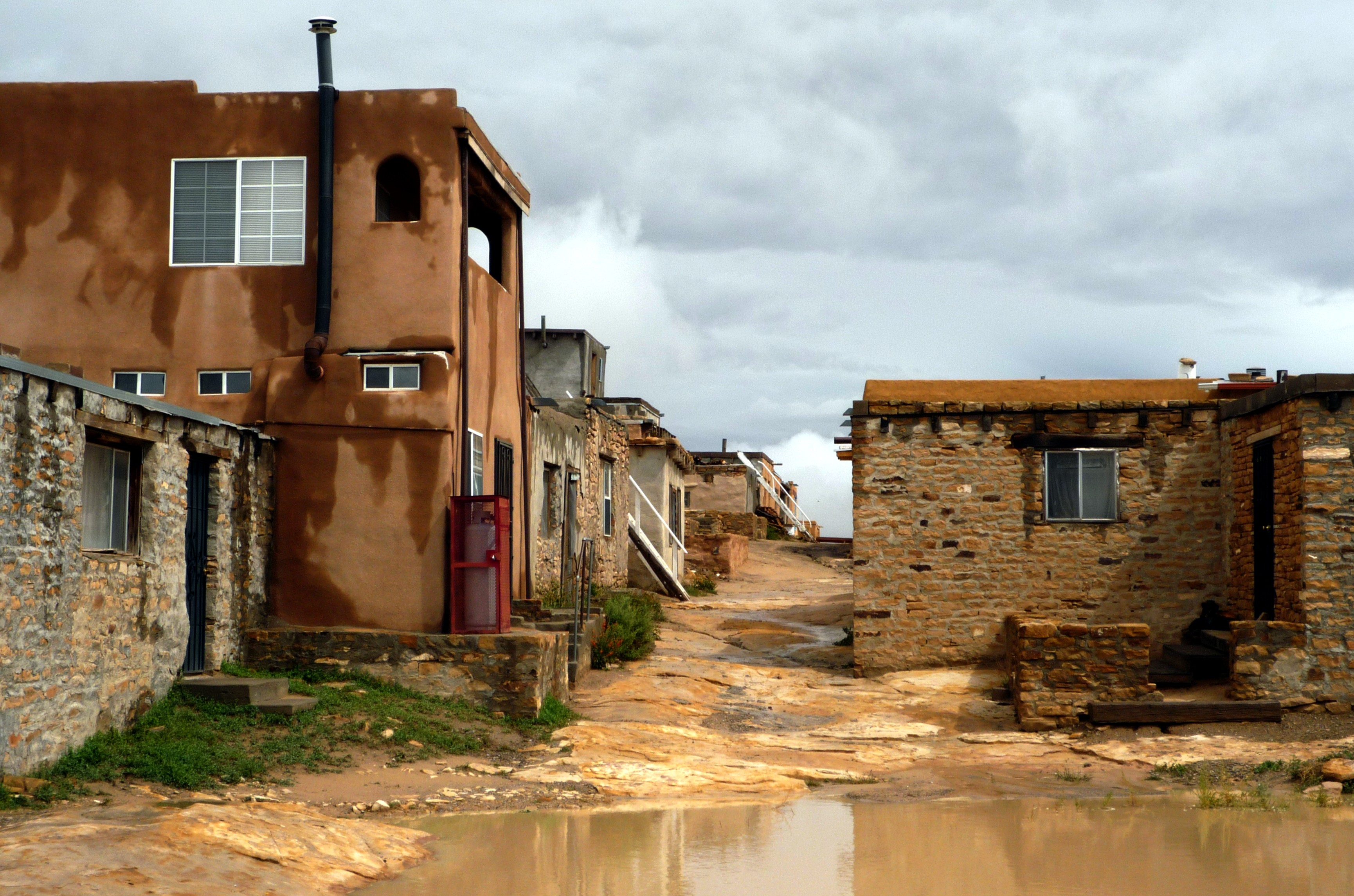
Strada di Acoma Pueblo con le abitazioni attuali

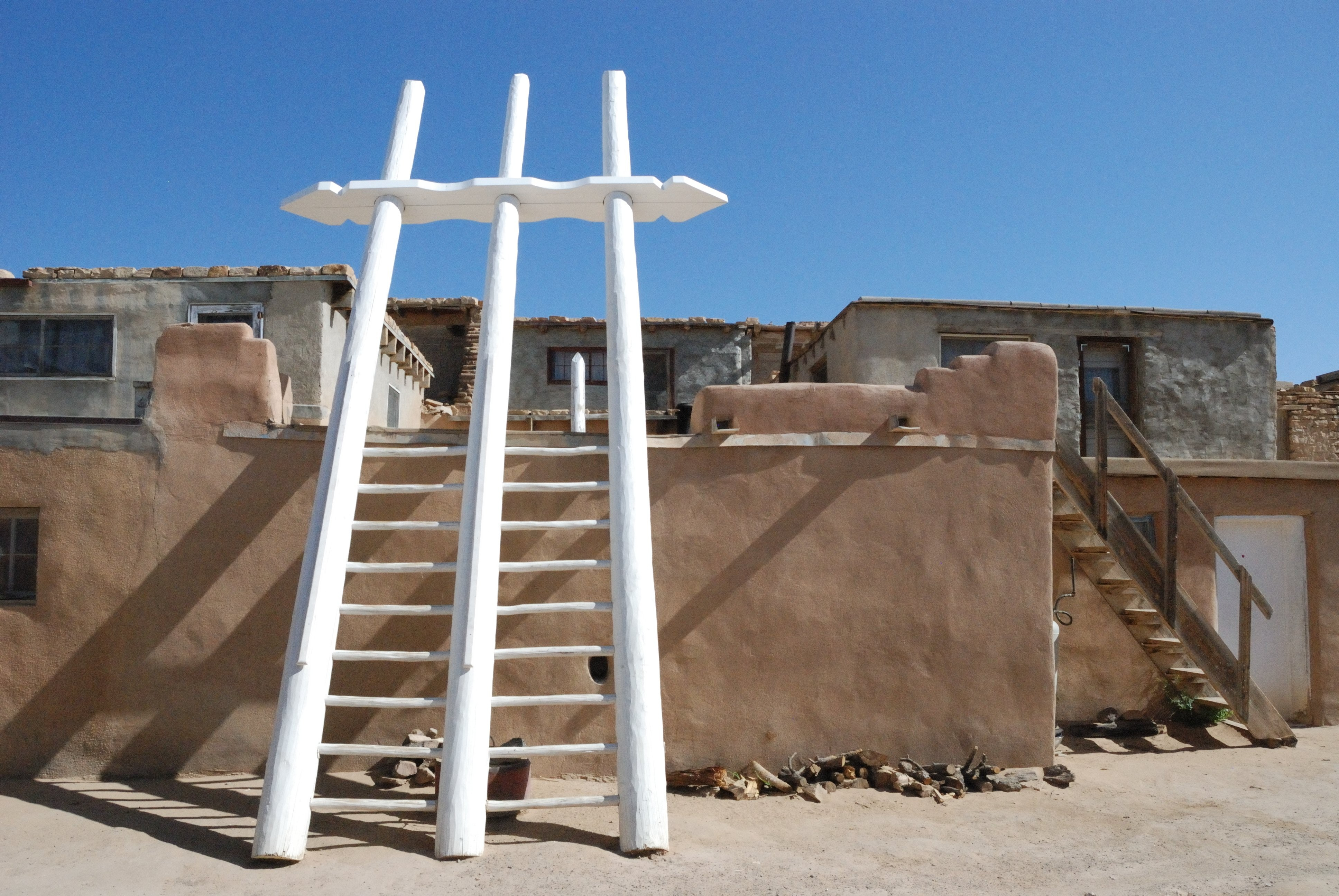
Scale a pioli in legno usate per accedere alle abitazioni

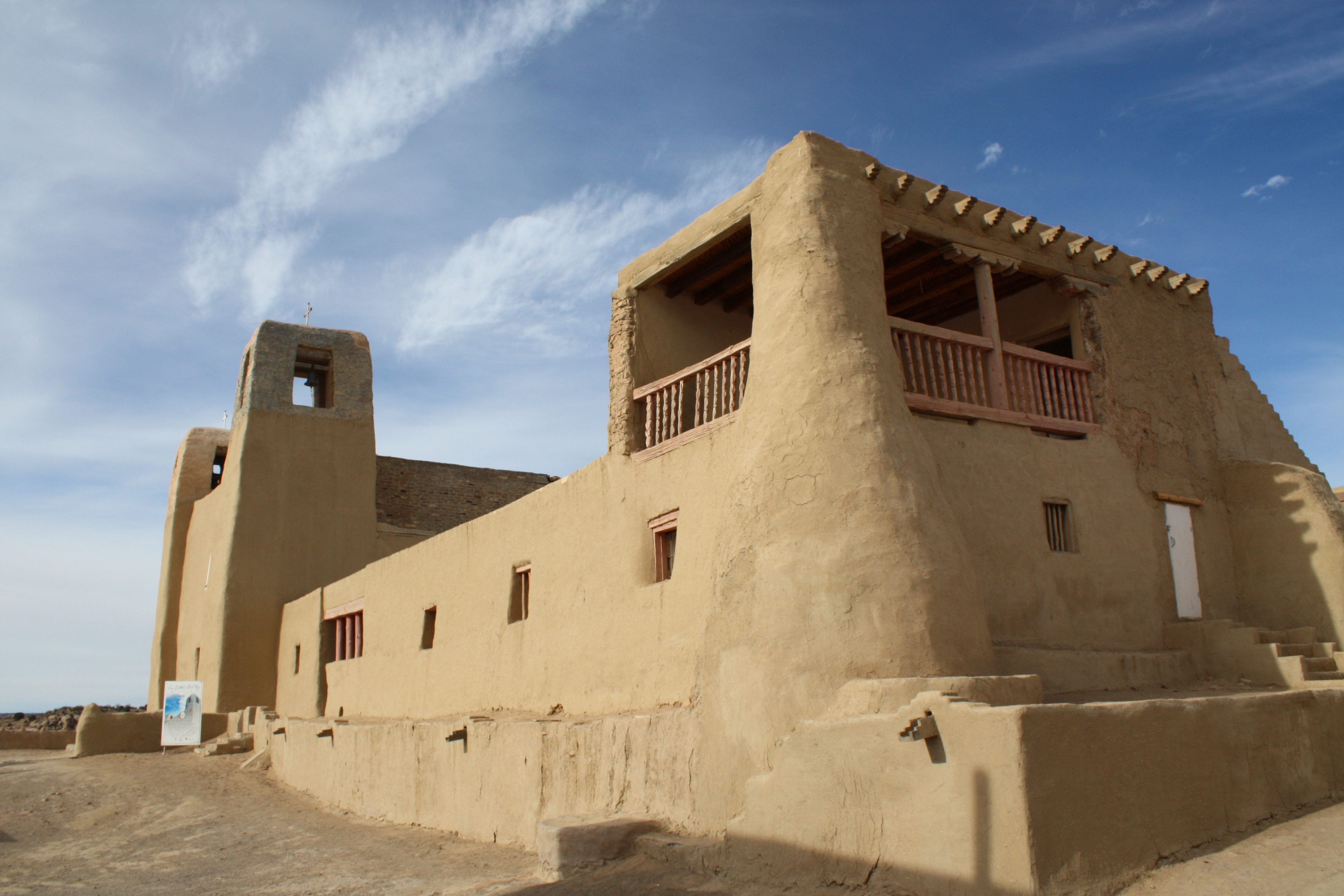
La chiesa cattolica di San Esteban Rey

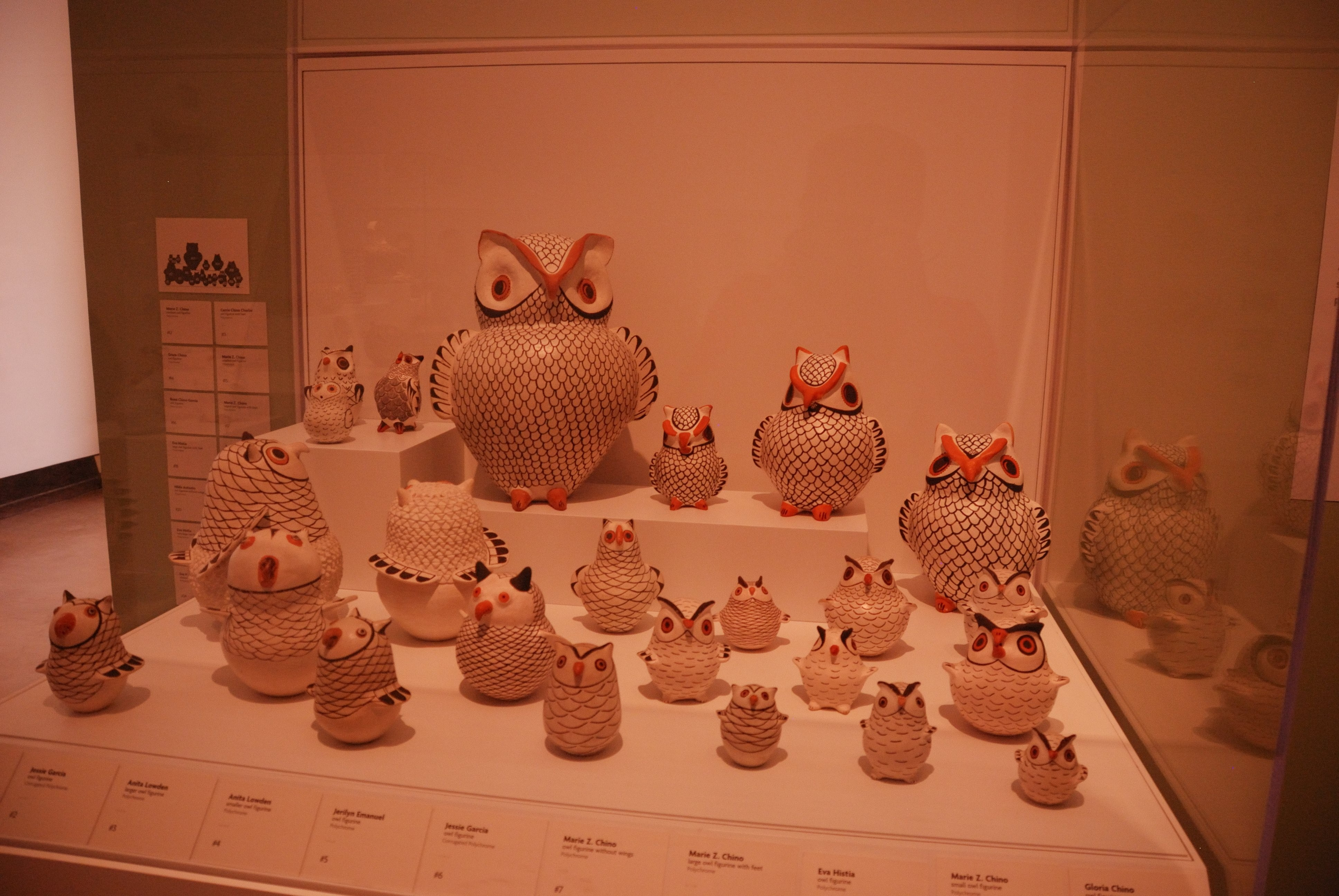
Ceramiche locali rappresentanti delle civette portafortuna

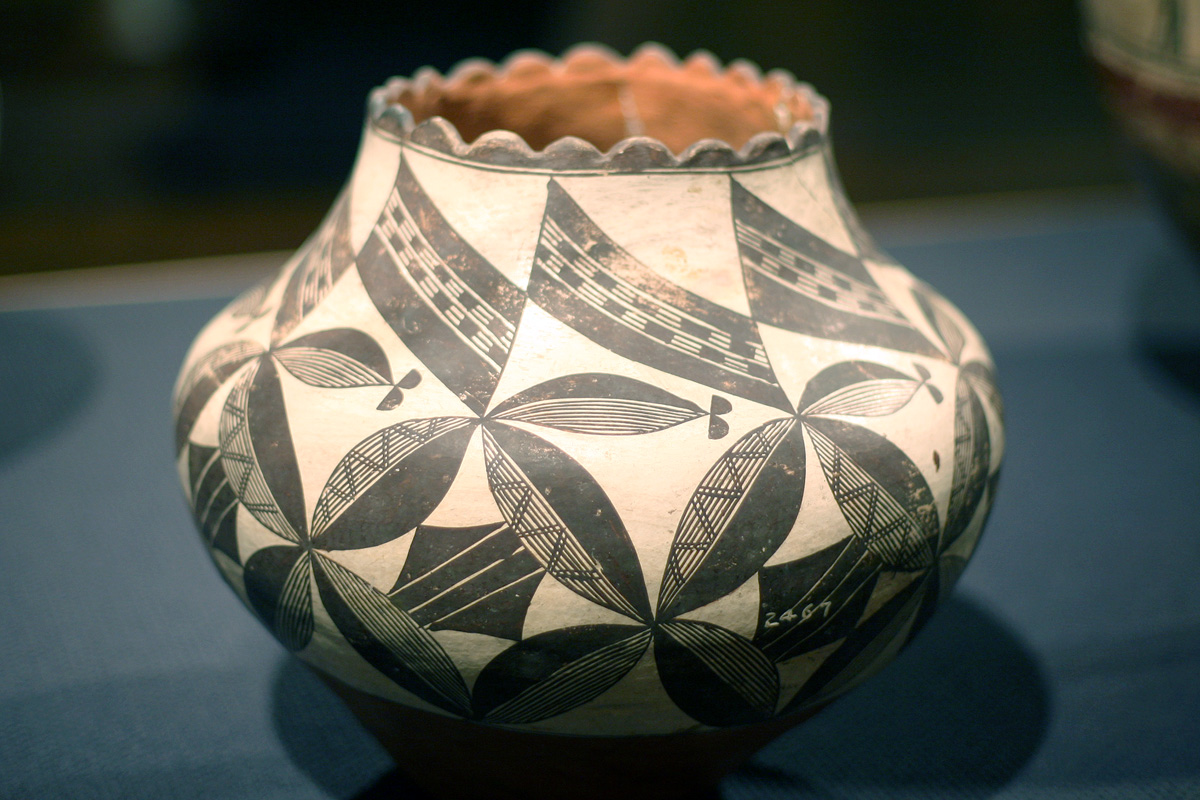
Ceramiche di Acoma conservate al Museo di Brooklyn

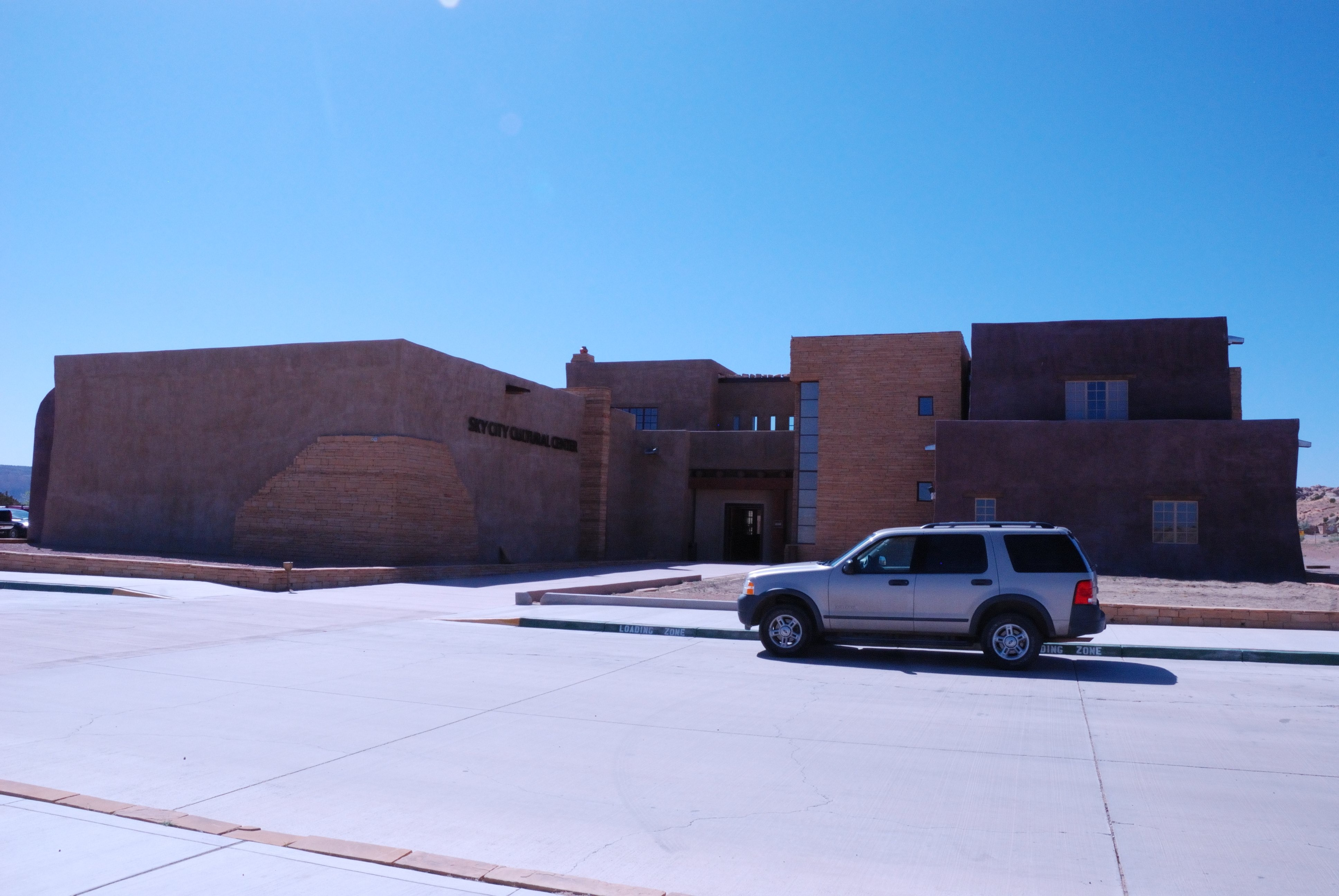
Sky City Cultural Center

Acoma Pueblo (Aa'ku in lingua keresan), nota anche come Sky City, è un antico villaggio abitato in passato dagli indiani Pueblos di lingua Keres che si trova nella contea di Cibola nel Nuovo Messico degli Stati Uniti. Secondo gli studi effettuati il luogo era abitato fin dal XII secolo e quindi risulta essere uno dei posti abitati con continuità più antichi degli Stati Uniti. Per questa ragione il pueblo è inserito nel Registro nazionale dei luoghi storici degli Stati Uniti e fra i National Historic Landmark.

## Geografia
Il villaggio si trova nella zona nord-occidentale del Nuovo Messico, a circa 90 km a ovest di Albuquerque. Il pueblo è situato a circa 2000 m di altitudine ed è posto sulla cima di una mesa di arenaria che si erge verticalmente dall'altopiano per circa 110 metri. La superficie della cima piatta della mesa e quindi del pueblo è di circa 30 ettari.
Il posto è raggiungibile seguendo la Interstate 40 che collega Albuquerque con Gallup:
- per chi proviene da Albuquerque uscita di McCartys e poi la Indian Service route 32 e poi la 38.
- per chi proviene da Gallup uscita di Casa Blanca, Paraje e poi la State Road 23.

Entrambi gli itinerari portano al centro di accoglienza visitatori che si trova a circa 500 m dalla mesa. Qui si trova anche il centro culturale con il Haak'u Museum. Per l'accesso al villaggio è necessaria una registrazione ed il pagamento di un biglietto, vi sono delle limitazioni per l'uso della macchina fotografica. La strada che raggiunge il pueblo è piuttosto ripida ed è stata scavata nella roccia nel 1950.
Intorno al villaggio si estende la riserva indiana di Acoma che prende il nome di Acoma Pueblo and Off-Reservation Trust Land. La riserva misura 1531 km² e secondo i dati del censimento del 2000 ha 2 802 abitanti.
La lingua parlata nella riserva è un dialetto delle Lingue keres occidentali.

## Storia
La storia di Acoma inizia probabilmente intorno al 1150 d.C. quando qui si rifugiarono alcuni gruppi di Pueblos per sfuggire ai predoni Navajo e Apache. La prima citazione ufficiale del luogo risale al 1539 da parte del frate francescano di origine italiana Marcos de Niza che lo cita come Acus, probabilmente come deformazione di Hakukia il nome Zuñi del pueblo. La prima visita europea al pueblo avvenne l'anno successivo ad opera di Hernando de Alvarado, un luogotenente di Francisco Vázquez de Coronado, inviato da questi nella zona in esplorazione. Il villaggio viene descritto come luogo inaccessibile in cui vivevano circa 200 uomini con le loro famiglie in abitazioni di quattro piani in cui il piano superiore era utilizzato per lo stoccaggio di acqua piovana e cereali.
Negli anni successivi ci furono altri incontri con gli spagnoli; nel 1583 l'esploratore Antonio de Espejo visitò il villaggio cui diede il nome attuale di Acoma segnalando anche che i nativi possedevano degli insediamenti estivi in cui effettuavano delle coltivazioni (probabilmente i villaggi di Acomita e Ganipa), mentre nel 1598 fu visitata dell'allora governatore della provincia del Nuovo Messico, Juan de Oñate.
Nel dicembre del 1598 accade l'episodio le cui conseguenze segneranno profondamente la storia della comunità di Acoma. Una trentina di soldati spagnoli, comandati da Juan de Zaldivar, nipote del governatore Juan de Oñate giungono al pueblo sembra alla ricerca di cibo. Essi vengono inizialmente trattati in modo amichevoli, poi forse per le loro richieste, provocano una reazione furiosa degli indiani che li sopraffanno uccidendone la gran parte, compreso il capitano, e gettandone alcuni dalle scogliere della mesa. Onate, deciso a dare un esempio, allestisce una squadra di 70 soldati scelti, li dota di un cannone, e li invia nel gennaio 1599 a vendicare l'offesa, al comando del fratello del capitano ucciso, Vicente de Zaldivar.
Questi raggiunge il pueblo il 21 gennaio e dopo tre giorni di sanguinosi combattimenti ha ragione dei combattivi pueblo che lasciano sul campo circa 800 morti. Quello che resta del Pueblo viene incendiato e i circa 500 indiani superstiti vengono imprigionati e condannati a dure e crudeli pene per volere di Onate: tutti gli uomini e le donne di età compresa tra 12 e 25 anni sono condannati a venti anni di servitù coatta; agli uomini di età superiore a 25 anni viene tagliato un piede; le ragazze di età inferiore ai 12 anni vengono affidati alla custodia di frate Alonso Martinez, che ne invia 60 di loro in un convento in Messico; i ragazzi di età inferiore ai 12 anni vengono affidati in custodia a Vicente de Zaldivar. A seguito di questo il pueblo rimane praticamente disabitato fino al 1620 circa quando, con il ritorno dei nativi che avevano terminato il periodo di servitù coatta, si procedette alla ricostruzione.
Un altro evento importante nella storia della comunità si ebbe nel 1629 con l'arrivo ad Acoma del frate missionario Juan Ramirez che rimase ad Acoma per oltre 30 anni. A lui si deve la prima costruzione della chiesa di San Esteban iniziata nel 1630 e completata 11 anni più tardi. In quel periodo la popolazione del pueblo assommava a circa 2 000 persone. Nel 1680, allo scoppia della rivolta Pueblo, Acoma partecipa alla insurrezione uccidendo i frati che vivevano nella missione di San Esteban fra cui l'allora priore il francescano Lucas Maldonado.
Nel 1692, dopo la riconquista del Nuovo Messico operata da Diego de Vargas, Acoma mantenne per lungo tempo la sua indipendenza dagli spagnoli, respingendo anche un tentativo di riconquista effettuato da Vargas stesso nell'agosto del 1696 che riuscì solo a catturare alcuni prigionieri e distruggere i campi coltivati e gli allevamenti dei pueblo negli insediamenti estivi (Acomita?). La nuova sottomissione avvenne soltanto nel luglio del 1699, in cui gli abitanti di Acoma giurarono fedeltà alla corona di Spagna al nuovo governatore Pedro Rodríguez Cubero, succeduto a Vargas nel 1696. In quella occasione Cubero cambiò anche il nome del Pueblo da San Esteban de Acoma a San Pietro, ma questo nome di fatto non venne mai usato.
Gli anni successivi alla riconquista spagnola furono un periodo di relativa tranquillità nei rapporti fra pueblo e Acoma segnati solo da qualche episodio sporadico di attrito. Anzi essi si allearono fra loro per contrastare le tribù nomadi di Navajo, Comanche e Apache a partire dalla fine del XVII secolo aveva iniziato delle razzie nel territorio del Nuovo Messico nord-occidentale. Un momento delicato in questi rapporti si ebbe intorno al 1750 quando gli spagnoli tentarono di insediare i Navajo in un'area nei pressi di Acoma. Questa soluzione fu poi scartata sia per l'ostilità dei Pueblo nei confronti dei Navajo, sia perché le risorse naturali della zona erano troppo scarse per ospitare entrambe le popolazioni. In questo periodo i Pueblo si dedicarono all'agricoltura nonché al commercio di pelli di bisonte che i cacciatori Acoma andavano a procurarsi nel nord e poi rivendevano in Messico.
Nonostante questa situazione relativamente tranquilla, e la ripresa delle attività commerciali, la popolazione di Acoma ando progressivamente diminuendo, dai 2 000 abitanti di fine Seicento ai circa 1000 censiti nel 1760. A ciò si aggiunse un'epidemia di vaiolo sviluppatasi nel 1780-1781 che ridusse la popolazione a circa 900 abitanti nel 1795.
Nel 1848, dopo la vittoria degli Stati Uniti sul Messico, il territorio del Nuovo Messico passò sotto la giurisdizione statunitense e con esso il Pueblo di Acoma. Questa variazione fu vista dai nativi in modo positivo in quanto permetteva loro di affrancarsi dalla dominazione spagnola spesso oppressiva delle tradizioni culturali e religiose dei Pueblo. Con gli statunitensi arrivarono tuttavia anche tutta una serie di nuovi interlocutori con i quali gli Acoma dovettero confrontarsi. Fra questi interlocutori un ruolo importante era costituito dall'ufficio degli affari Indiani (ovvero il Bureau of Indian Affairs, detto BIA), costituito nel 1824 per gestire tutte le problematiche relative ai rapporti con le popolazioni native, al loro sviluppo ed alla loro integrazione nella società statunitense. Tutti questi elementi cominciarono ad influenzare la società dei Pueblos di Acoma che tuttavia, in virtù della loro posizione molto isolata e di difficile raggiungibilità, modificarono il loro stile di vita molto più lentamente di altri nativi.
Secondo statistiche militari americane del 1870 la popolazione di Acoma era costituita da 435 abitanti suddivisi in 124 nuclei familiari. Un elemento che diede una certa accelerazione nel cambiamento dello stile di vita degli Acoma fu la costruzione nel 1879 della ferrovia Atchison, Topeka and Santa Fe Railway, nota come Santa Fè. La linea infatti attraversava il territorio degli Acoma con stazioni a nord del pueblo presso gli insediamenti estivi di Acomita e Ganipa. Con la ferrovia arrivarono nuovi coloni che si stabilirono nel territorio, ma anche i nativi poterono più facilmente raggiungere i mercati migliori ove vendere i loro prodotti agricoli e i manufatti (monili, lavorazione del cuoio e ceramiche).
Nel 1885, su richiesta della popolazione locale, il Dipartimento degli Interni invia una maestra al Pueblo istituendo quindi la prima scuola locale. Nel 1890 una nuova epidemia di vaiolo e difterite e infuria nella zona e riduce la popolazione di Acoma da 582 a 504 abitanti. Nel 1920 il governatore di Acoma stabilisce una tassa di ingresso per i turisti che desiderano visitare il pueblo. Nel 1934 il Congresso statunitense emana una legge detta Indian Reorganization Act, che di fatto abrogava il General Allotment Act del 1887, volta a ripristinare l'auto governo degli indiani e il recupero della loro antica struttura tribale. A seguito di questo anche il Pueblo di Acoma ritorna ad una forma di governo tradizionale. Nella seconda metà del XX secolo, con lo sviluppo del turismo e delle attività ad esso legate, la comunità di Acoma conosce una certa prosperità economica. Nel 1990 viene aperto il Casino di Sky City ed un hotel con i cui proventi la comunità può riacquistare il pueblo. Infine nel 2006 vengono aperti il Centro Culturale di Sky City ed il Museo Haak'u.